# Apostolic Church of Queensland
De Apostolic Church of Queensland is een klein chiliastisch kerkgenootschap, dat in Australië ontstaan is door excommunicatie van haar apostel en leden vanuit de Duitse Nieuw Apostolische Kerk door stamapostel Hermann Niehaus in 1911.

## Ontstaan
Vanuit de Duitse Allgemeine christliche apostolische Mission (ACAM), in Nederland bekend als de Hersteld Apostolische Zendingkerk (HAZK), was Heinrich Friedrich Niemeyer in 1883 als evangelist naar Brisbane (Queensland) gezonden. Met geleend geld had bij Hatton Vale een stuk subtropisch bos gekocht, dat hij met de hand ontgon. Onder Duitse immigranten in het gebied vond hij spoedig gehoor en al snel telde zijn gemeente zo'n 80 zielen. In 1886 werd hij in Duitsland tot apostel geroepen en daar hetzelfde jaar gewijd.
Toen apostel Krebs in 1897 in Nederland de Nieuw Apostolische Kerk losscheurde uit de HAZK en het Oberamt van stamapostel invoerde, was Niemeyer er eerst een tegenstander van op basis van Bijbelse argumenten, maar ten slotte gaf hij zich gewonnen aan de oudere Krebs. Na diens dood in 1906 nam hij het in eerste instantie ook voor diens opvolger Niehaus op tijdens een felle opstand in de Duitse gemeenten, waar men grote bezwaren had tegen diens godslasterlijke uitspraken. Er volgde een boetedienst en het besluit tot een grondige reformatie, waarbij de behoudende Niemeyer de stamapostel Niehaus door dik en dun steunde, maar al kort na zijn terugkeer in Australië ontving Niemeyer de ene scheldbrief na de andere van Niehaus en werden er via de Nieuwapostolische Wächterstimme allerlei lasterlijke verhalen over hem verspreid onder de leden. In 1911 werd Niemeyer door Niehaus geëxcommuniceerd. Vrijwel alle Australische leden volgden Niemeyer.

## Ontwikkeling
Tijdens de Eerste Wereldoorlog werd Niemeyer als Duitser in Australië geïnterneerd. Hij kwam vrij als een wrak en stierf kort daarna, in 1920. Zijn zoon Willy was al in 1912 als tweede apostel aangewezen en volgde zijn vader ook op. Na 1918 verving men de Duitse taal en gewoonten door de Engelse taal en Australische gebruiken. Latere apostelen werden niet meer door profeten geroepen, maar op grond van dromen benoemd.

## Organisatie en gemeenten
De Apostolic Church of Queensland is verdeeld in twee districten, een noordelijk district dat 16 gemeentes telt, onder leiding van apostel C. Flor te Bundaberg, en een zuidelijk district met 12 gemeentes, onder leiding van apostel K. L. Dargusch te Hatton Vale.
De kerk is lid van de internationale Vereniging van Apostolische Gemeenten.